# Língua tai dón
'Tai Dón (ꪼꪕꪒꪮꪙꫀ, /taj˦˦.dɔn˦˥/), também conhecido como Tai Khao ou Tai Branco (também Tai Blanc, Tai Lai, Táy Khao ou Thái Tráng)', é uma língua Tai do do Laos, sul da China e norte do Vietnã.

## Classificação
Tai Dón é classificado como pertencente ao grupo das Línguas kra–dai, mais especificamente das línguas Tai do Sudoeste.

## Falantes
O Tai Dón falado por cerca de 495 mil pessoas no Vietnã, Laos e China. É falado no norte do Vietnã por 280 mil, particularmente ao longo do rio Vermelho (Sông Hồng) e do Rio Negro (Sông Đà) nas províncias de Lai Châu, Điện Biên, Lào Cai, Lâm Đồng e Sơn La. Existem cerca de 200 mil falantes de Tai Dón no nordeste do Laos, particularmente nas províncias de Houaphan e Phongsali. Na China, o Tai Dón é falado por cerca de 15 mil pessoas nas prefeituras autônomas de Honghe Hani e Yi, no sudeste da província de Yunnan.
Muitos falantes de Tai Dón também falam Tai Dam, devido ao contato prolongado com os falantes dessa língua. As duas línguas estão relacionadas, porém não são mutuamente inteligíveis. Há também alguma influência da língua laociana no Tai Dón falado no Laos.
O Tai Dón usa a escrita tai viet (ꪎꪳ ꪼꪕ), que se acredita ter desenvolvido a partir da escrita tailandesa antiga. Há também maneiras de escrevê-la com o alfabeto latino. Há algum material escrito em Tai Dón, incluindo um dicionário e traduções de partes da Bíblia
Na China, os falantes de Tai  Branco (Tai Khaw 傣皓) estão nos seguintes locais província de Yunnan, com cerca de 40 pessoas (Gao 1999).
- Jinping Miao, Yao, Dai Jinping  金平县: Mengla 勐拉乡 e Zhemi 者米乡 (ao longo dos rios Zhemi 者米河 e Tengtiaor 藤条)
- Malipo  麻栗坡县: Nanwenhe  南温河乡
- Maguan  马关县: Dulong  都龙镇
- Jiangcheng  江城县: Qushui  曲水乡 (ao longo do rio 土卡河)

## Escritas
A língua usa a escrita tai viet com 23 símbolos (letras) para consoantes, 13 diacríticos para vogais e 2 marcadores de tom
Pode usar também o alfabeto latino sem as letras G, J, R, Z. Usam-se os encontros consonantais Ch. Kh, Khw, Kw, Ng, Ngw, Nw, Ph, Th, Xw.
As 5 vogais podem ser usadas simples ou duplas (longas) ou combinadas com W.

## Fonologia
Cada sílaba tem pelo menos um início, um núcleo e um tom liguístico. As seções a seguir apresentam as consoantes, vogais e tons em Tai Dón.

### Consoantes

#### Iniciais
|                  |                           | Labial | Alveolar | Palatal | Velar | Glotal |
| ---------------- | ------------------------- | --- | -------- | ------- | ----- | ------ |
| Plosiva/Africada | sonora                    | b | d        |         |       |        |
| Plosiva/Africada | Tenuis surda não aspirada | p | t        | t͡ɕ]]    | k     | ʔ      |
| Plosiva/Africada | Surda aspirada            | pʰ | tʰ       | t͡ɕʰ     | kʰ]   |        |
| Nasal            | Nasal                     | m | n        | ɲ       | ŋ     |        |
| Fricativa        | sonora                    | v/v/ é provavelmente um sonora por causa de sua sonoridade e baixo nível de atrito.:10 It também está em distribuição complementar consoante com [w] que ocorre apenas no final de uma sílaba.:10 |          |         |       |        |
| Fricativa        | surda                     | f | s        |         | x     | h]     |
| Aproximante      | Aproximante               | | l        | j       |       |        |

1. ↑  "Hudak (2008)[3]:9 provavelmente usado <c> para transcrever /t͡ɕ/. Fippinger e Fippinger (1970) usaram <c> para transcrever /t͡ɕ/, escrevendo "/c/ [č] alveopalatal africada", para /t͡ɕ/ em Tai Dam / Tai Dón, em um artigo que compara os fonemas de Tai Dam com os fonemas de Tai Dón.[4]:85
2. ↑  /j/ é muitas vezes pronunciado como [z] na posição inicial devido à influência da fonologia vietnamita.[3]:10

A tabela a seguir apresenta os fonemas consonantais acima em palavras relatadas no livro de Hudak (2008).:9-10
| Fonema | Exemplo                | Fonema | Exemplo               | Fonema | Exemplo                 | Fonema | Exemplo                 | Fonema | Exemplo               |
| ------ | ---------------------- | ------ | --------------------- | ------ | ----------------------- | ------ | ----------------------- | ------ | --------------------- |
| /b/    | /bɤn˨˨/ ꪚꪷꪙ "lua"       | /d/    | /dɔn˦˥/ ꪒꪮꪙꫀ "branco" |        |                         |        |                         |        |                       |
| /p/    | /pɔ˦˥˦/ ꪝ꪿ꪮ "pai"       | /t/    | /tu˨˨/ ꪔꪴ "porta"      | /t͡ɕ/   | /t͡ɕɔn˧˩ʔ/ ꪋꪮꪙꫂ "colher" | /k/    | /kaːŋ˨˨/ ꪀꪱꪉ "meio"     | /ʔ/    | /ʔaːŋ˦˥/ ꪮꪱꪉꫀ "bacia" |
| /pʰ/   | /pʰaː˨˦ʔ/ ꪞꪱꫂ "tecido" | /tʰ/   | /tʰiw˨˨/ ꪖꪲꪫ "assobio" | /t͡ɕʰ/  | /t͡ɕʰaj˦˥/ ꪼꪌꫀ "ovo"     | /kʰ/   | /kʰo˨˦ʔ/ ꪂꪺꫂ "cozinhar" |        |                       |
| /m/    | /mɯŋ˦˦/ ꪣꪳꪉ "você"      | /n/    | /naː˨˦ʔ/ ꪘꪱꫂ "rosto"  | /ɲ/    | /ɲuŋ˦˦/ ꪶꪑꪉ "mosquito"  | /ŋ/    | /ŋaːj˦˥˦/ ꪉꪱꪥꫀ "fácil"  |        |                       |
| /v/    | /vaːn˨˨/ ꪪꪱꪙ "doce"    |        |                       |        |                         |        |                         |        |                       |
| /f/    | /faː˨˨/ ꪠꪱ "tampa"     | /s/    | /sɔŋ˨˨/ ꪎꪮꪉ "dois"    |        |                         | /x/    | /xaj˨˨/ ꪼꪄ "sebo"       | /h/    | /hɤ˦˥/ ꪬꪷꫀ "suor"      |
|        |                        | /l/    | /loŋ˦˦/ ꪩꪺꪉ "dragão"  | /j/    | /jɔj˧˩ʔ/ ꪥꪮꪥꫂ "babar"   |        |                         |        |                       |

Existem quatro encontros consonantais que ocorrem no início de uma sílaba.
| Grupo Cons. | Exemplo                  |
| ----------- | ------------------------ |
| kw          | /kwaː˦˥˦/ ꪁꪫꪱꫀ "visitar" |
| kʰw         | /kʰwe˦˥/ ꪂꪫꪸꫀ "cavar"     |
| ŋw          | /ŋwaː˦˥˦/ ꪉꪫꪱꫀ "figo"    |
| xw          | /xwan˦˦/ ꪅꪫꪽ "fumaça"    |

#### Consoante final
|             | Labial | Alveolar | Palatal | Velar | Glotal |
| ----------- | ------ | -------- | ------- | ----- | ------ |
| Plosiva     | p      | t        |         | k     | ʔ      |
| Nasal       | m      | n        |         | ŋ     |        |
| Aproximante | w      |          | j       | ɰ     |        |

### Vogais
Tai Dón tem nove vogais curtas e uma vogal longa. No entanto, as vogais curtas são percebidas foneticamente enquanto na posição final :10 (e.g., /e/ is phonetically [eː] in final position).
|                 | Anterior        | Anterior        | Anterior        | Posterior       | Posterior | Posterior |
| não arredondada | não arredondada | não arredondada | não arredondada | não arredondada |           |           |
| Fechada         |                 |                 |                 |                 |           |           |
| --------------- | --------------- | --------------- | --------------- | --------------- | --------- | --------- |
| Medial          | e               |                 |                 | ɤ               | o         |           |
| Aberta          | ɛ               | a               | aː              |                 | ɔ         |           |

### Tons
Há seis tons em uma sílaba suave (uma sílaba aberta ou uma sílaba fechada terminando em vogal sonorante.:9
| Descrição                                             | Letra de Tom            | Exemplo                           |
| ----------------------------------------------------- | ----------------------- | --------------------------------- |
| nivelado, um pouco abaixo do meio                     | 22 (or ˨˨)              | /kaː˨˨/ ꪀꪱ "corvo"                |
| alto-crescente                                        | 45 (or ˦˥)              | /kaː˦˥/ ꪀꪱꫀ "todos caminhos para" |
| baixo-crescente, glotalizado                          | 24ʔ (or ˨˦ʔ)            | /kaː˨˦ʔ/ ꪀꪱꫂ "brotp de arroz"     |
| nivelado, um pouco acima do meio                      | 44 (or ˦˦)              | /kaː˦˦/ ꪁꪱ "pedaço"               |
| nivelado, um pouco acima do meio com subida e descida | 454 (or ˦˥˦)            | /kaː˦˥˦/ ꪁꪱꫀ "preço"              |
| em queda, glotalizado 31ʔ (or ˧˩ʔ)                    | /kaː˧˩ʔ/ ꪁꪱꫂ "to trade" |                                   |

Dois dos seis tons ocorrem em uma sílaba marcada (termina em uma oclusiva).
| Tom                              | Exemplo               |                       |
| -------------------------------- | --------------------- | --------------------- |
| alto-subindo                     | curta                 | /sat˦˥/ ꪎꪰꪒ "animal"   |
| alto-subindo                     | longa                 | /ʔaːp˦˥/ ꪮꪱꪚ "banhar" |
| nivelado, um pouco acima do meio | /mot˦˦/ ꪣꪺꪒ "formiga" |                       |
| nivelado, um pouco acima do meio | longa                 | /laːt˦˦/ ꪩꪱꪒ "cobrir" |